# Электронный маркетинг
Электронный маркетинг (англ. Electronic Marketing)— комплекс мероприятий маркетинга компании, связанный с применением электронных средств. К электронным средствам относят персональный компьютер (ПК), карманный персональный компьютер (КПК), мобильный телефон, коммуникаторы, телефон, а также различные виды связи — интернет, фиксированную телефонную связь, мобильную связь.
Основными видами электронного маркетинга являются Интернет-маркетинг, мобильный маркетинг, телефонные справочные службы.

## Интернет-маркетинг
К интернет-маркетингу относят как создание сайта, так и любые способы его продвижения, а также различные методы продвижения в интернете бренда, товаров и услуг компаний с целью получения прибыли, укрепления имиджа, распространения сведений и для решения других задач, контент маркетинг.
Отрасли интернет-маркетинга
- Создание сайтов, веб-страниц, порталов, включающее в себя веб-проектирование, веб-дизайн, веб-программирование и веб-администрирование.
- Поисковая оптимизация сайта и поисковое продвижение, включающее в себя внутреннюю оптимизацию сайта и внешнюю оптимизацию (SEO)
- Реклама в интернете, которая делится на контекстную рекламу и баннерную рекламу, а также нестандартную рекламу.
- PR в интернете, которое подразумевает создание новостей, пресс-релизов и статей, а также их публикацию на различных сайтах с целью продвижения бренда, формирования лояльности, распространения сведений о компании и услугах, а также привлечения пользователей интернета на сайт.
- Реклама в социальных сетях — один из видов интернет-рекламы, который осуществляется в социальных сетях, интернет-сообществах и на форумах.
- Видеореклама — один из самых новых и популярных на западе видов нестандартной рекламы, где основным медианосителем рекламного сообщения является видеоролик.

Часто различные виды продвижения пересекаются и объединяются в новые направления, такие, например, как SEM или комплексное продвижение в поисковых системах, включающее в себя внешнюю и внутреннюю оптимизацию сайта, контекстную рекламу и переработку сайта. SEO может включать в себя и элементы PR, когда, например, речь идет о продвижении в поисковых системах с помощью размещения статей с ссылками на продвигаемый сайт.
Видеореклама часто используется как способ вирусного маркетинга, что, по мнению Сета Година (идея-вирус), пока является одним из нестандартных и эффективных рекламных методов, позволяющих привлечь максимальное количество целевой аудитории.

## Мобильный маркетинг
Мобильный маркетинг  — один из видов электронного маркетинга, который осуществляется с помощью мобильных устройств, таких, например, как мобильный телефон, и мобильной связи. К мобильному маркетингу относят sms-рассылку, sms-акции, мобильные купоны и прочие решения, основанные на услугах неголосовой мобильной связи.

## Телефонные справочные службы
Телефонные справочные службы также часто относят к электронному маркетингу, так как функционирование таких служб тесно связано с ПК. В настоящий момент в любом городе функционируют различные справочные службы, специализирующиеся на выдаче необходимой их клиентам информации. Службы делятся на общие, такие как «09», справочные службы, распространяющие сведения о товарах и услугах региона, населенного пункта, о наличии лекарств в аптеках города, о погоде, о наличии билетов, о предстоящих мероприятиях и прочие.

## Программное обеспечение и инфраструктура
Программное обеспечение и устройства для подсчета количественных/качественных показателей. Используется маркетологами для анализа, прогнозирования, принятия решений.
- ПО для учета продаж
- Счетчик посетителей
- CRM/ERP-системы
- IP-телефония
- Бесконтактные карты
- Сканеры штрих-кодов
- и т. д.